# 门法
门法是一个汉语音韵学术语，是用来解释韵书反切与韵图之间不协调关系的条例:152。

## 历史
《韵镜》、《七音略》等韵图，虽然是为《广韵》等韵书而作，但相互间存在一些矛盾。如“徐”，似鱼切；“鱼”在《韵镜》中排在第三等，“徐”却排在第四等。为了解释两者间的不协调，后人就创作了门法，作为根据反切从韵图中检索字音的特殊规则。
自宋代《四声等子》始，门法与韵图结合行世，且内容亦渐丰富，已有九门。至元代刘鉴《经史正音切韵指南》所载《门法玉钥匙》则大体齐备，共有音和、类隔、窠切、轻重交互、振救、正音凭切、精照互用、寄韵凭切、喻下凭切、日寄凭切、通广、局狭、内外等十三项。明代释真空《直指玉钥匙门法》又增添麻韵不定、前三后一、三二精照寄正音和、就形、创立音和、开合、通广局狭等七项，成为二十项:402。
韵书和韵图间存在不协调的原因主要有四种。第一，韵书和韵图在时代上存在差异，期间发生了唇音字的分化、舌音字的分化等变化，因设类隔、轻重交互、精照互用等门法。第二，韵图的制作形式有特点，一些三等字在韵图中被放在了二、四等上，即假二等、假四等、重纽，因设窠切、振救、正音凭切、寄韵凭切、喻下凭切、日寄凭切、通广、局狭、内外、通广局狭等门法。第三，韵书中个别反切制作有问题。第四，古唇音字没有开合的对立，因设开合门法:402。

## 具体门法

### 音和
反切上字是见组字时，被切字的等第总是与反切下字相同。

### 类隔
反切上字是端组字，反切下字是二、三等韵，则被切字则是知组字。反切上字是知组字，反切下字是一、四等韵，则被切字是端组字。

### 窠切
反切上字是知组字，反切下字是在韵图中排在第四等的精组或喉音字，被切字还是三等字。

### 轻重交互
反切上字是帮组字，反切下字是非组字，被切字则是非组字。反切上字是非组字，反切下字是一、二、四等韵字，被切字则是帮组字。

### 振救
反切上字是精组字，反切下字是三等字，被切字在韵图中被排在第四等。

### 正音凭切
反切上字是庄组（照一）字，反切下字在韵图中排在第三等和第四等，被切字在韵图中还是排在第二等。

### 精照互用
反切上字是精组字，反切下字为二等字，被切字为庄组（照二）二等字。反切上字为庄组（照二）二等字，反切下字为一等字，被切字为精组一等字。

### 寄韵凭切
反切上字是章组（照三）字，被切字在韵图中总是排在第三等。

### 喻下凭切
反切上字是云母字，反切下字在韵图中排在第四等，被切字在韵图中还是排在第三等。反切上字是以母字，反切下字是三等字，被切字在韵图中还是排在第四等。

### 日寄凭切
反切上字是日母字，被切字在韵图中总是排在第三等。

### 通广
反切上字是唇、牙、喉音声母字（除喻母外），反切下字是“支、脂、真、谆、仙、祭、清、宵”韵部的舌、齿音字，被切字在韵图中排在第四等。

### 局狭
反切上字是唇、牙、喉音声母字（除喻母外），反切下字是（非“支、脂、真、谆、仙、祭、清、宵”韵部的）精组或喻母的四等字，被切字在韵图中排在第三等。

### 内外
反切上字是唇、舌、牙、喉、半舌、半齿音字，反切下字是庄组字，被切字在韵图的内转中排在第三等，外转中排在第二等。

### 前三后一
“轻重交互”门法的例外。反切上字是非组字，反切下字是通、流摄的一等字，被切字仍为非组字。反切上字是帮组字，反切下字是通、流摄的三等字，被切字仍为帮组字。

### 开合
被切字是唇音字或反切下字是唇音字时，被切字开合可能与反切下字的开合不一致，在韵图中出现在与反切下字对应的开口或合口图中。

### 通广局狭
反切上字是来母字，反切下字是在韵图中排在第四等的精组或喻母字，被切字仍是三等字。